# 뉴욕 근대미술관
근대미술관(Museum of Modern Art)은 미국 뉴욕시에 위치한 근현대 전문 미술관이다. 세계적으로 강력한 영향력을 갖고있는 근대미술관으로, 영문 명칭의 머리글자를 취해 모마(MoMA)라고도 불린다.
모마 컬렉션은 건축, 디자인, 드로잉, 페인팅, 설치, 사진, 출판물, 도록 및 예술저서, 영화, 게임을 포함한 전자매체등 근대와 현대미술에 대한 폭넓은 개요를 제공하고 있다. 모마 도서관(The MoMA Library)은 약 30만권의 책과 전시 카탈로그, 1,000권 이상의 정기 간행물, 개인 및 그룹 예술가 관련 4만개 이상의 단명자료(문서, 홍보물, 입장권, 브로슈어, 영수증 등)를 갖고있다. 아카이빙에는 근현대미술사에 관련된 각종 자료들이 보관되어 있다.

## 조직 및 사이트
| 장소                          | 소재지                       | 건축가                     | 개관일 |
| ----------------------------- | ---------------------------- | -------------------------- | ------ |
| MoMA                          | 11 West 53 Street, 맨해튼    | 더렐 스톤 필립 굿윈        | 1929   |
| MoMA PS1                      | 22-25 Jackson Avenue, Queens | 앤드류 버만(Andrew Berman) | 1971   |
| 애비 올드리치 록펠러 조각공원 |                              | 필립 존슨                  | 1950   |

- 트위터
- 인스타그램

- 유튜브

## 역사

### 헥셔빌딩과 갤러리(1929~1939)
1928년, 애비 올드리치 록펠러가 그녀의 친구 릴리 P. 블리스, 메리 퀸 설리번과 함께 모마 기획을 시작했다.
세 명의 공동기획자는 멘하탄 730 5번가의 헥셔빌딩에 새 박물관을 위한 공간를 빌렸고, 1929년 월스트리트 대폭락 9일 후인 1929년 11월 7일에 미술관을 일반에 공개했다. 애비 록펠러는 올브라이트 아트 갤러리의 이사회 회장이었던 앤슨 굿이어를 초대했고, 그는 초대 박물관 회장으로, 애비는 회계사로 록펠러 박물관 경영에 참여했다. 록펠러 박물관 초기직원 중에는 일본계 미국인인 사진작가 수나미 소이치가 있었는데, 1930년부터 1968년까지 공식 다큐멘터리 사진작가로 역임했다.

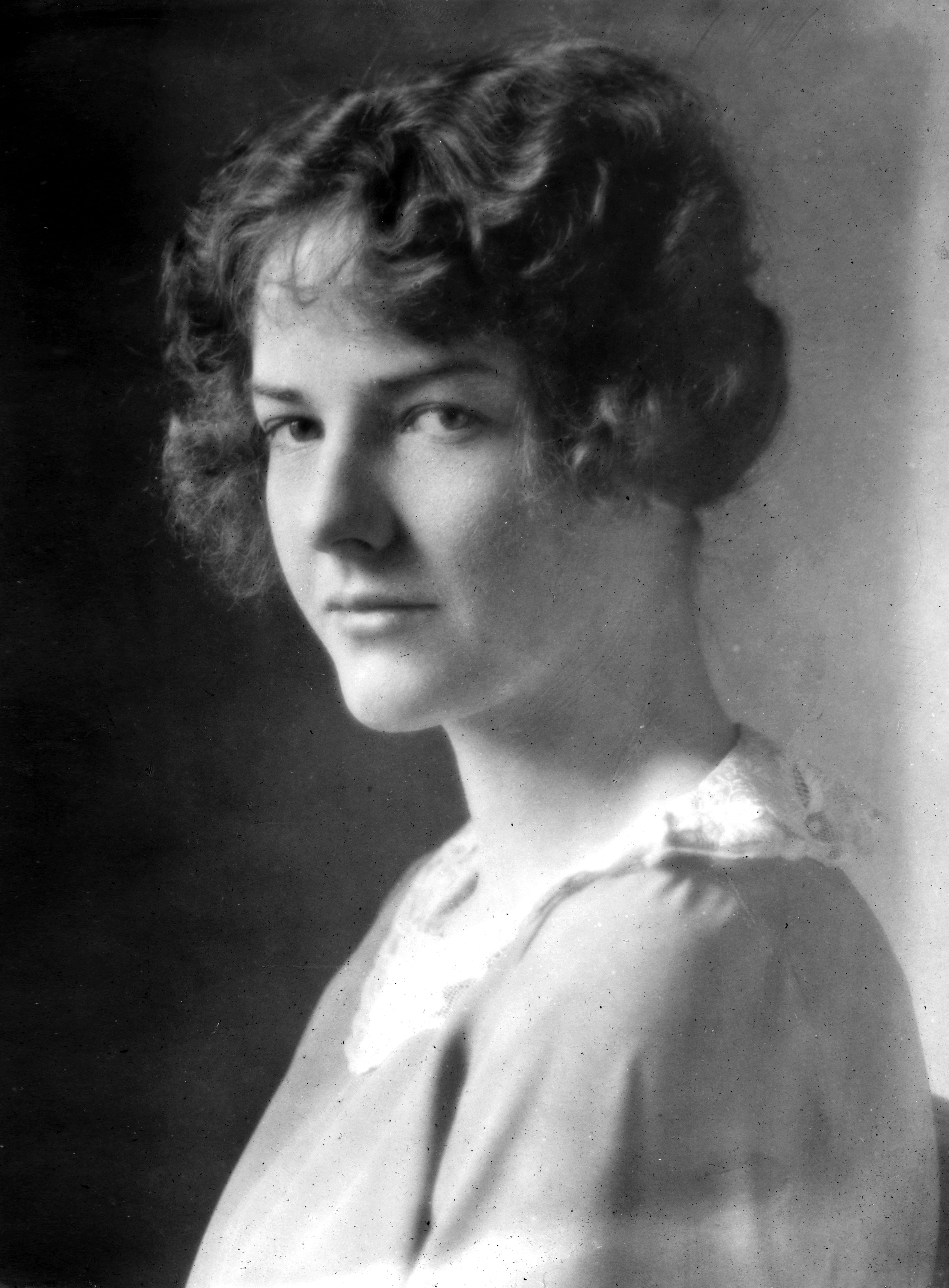
애비 올드리치 록펠러

굿이어는 폴 J. 잭스와 프랭크 크라운인쉴드를 창립이사로 영입했다. 폴 J. 잭스는 하버드대 포그 미술관의 부장관 겸 판화•회화 큐레이터로, 굿이어는 그에게 새 미술관 관장 추천해달라 부탁했다. 잭스는 미술 역사가 알프레드 H. 바 주니어를 추천했고, 초대 미술관 관장이 된 알프레드 H. 바 주니어는 판화 8장, 드로잉 1장에 불과했던 소장품을 빠르게 확장했다. 1929년 11월, 반고흐, 고갱, 세잔, 쇠라의 작품이 포함된 개관전시를 성공적으로 열었다.
모마는 뉴욕 곳곳에 분산되어 운영되었고, 이전을 거듭하며 확장되었다. 이는 그녀의 남편인 존 D.록펠러 주니어가 현대미술을 비롯한 박물관에 매우 부정적어서 자금지원을 거절했기 때문이다. 자금을 여러 곳에 나누어 얻어야 했던 모마는 잦은 이전을 겪게 되었다. 하지만, 결국 시간이 지나면서 현재 박물관 부지를 비롯한 여러 후원을 해주었고, 사실상 박물관 최고의 기부자 중 한 명이 되었다.

### 53가 (1939-)

#### 1930~1940년대
1939~1940년 MoMA는 시카고 아트 인스티튜트(Art Institute of Chicago)와 함께 개최한 피카소 회고전을 통해 국제적인 명성을 얻었다. 전시된 작품들은 미래의 미학자와 역사학자를 위한 중요한 재해석을 제시했다. 피카소의 열광적인 팬인 바가 총감독을 맡아, 피카소를 동시대 가장 위대한 예술가로 묘사하였다. 이 전시는 이후 박물관의 모든 회고전의 롤모델이 되었다. <말 타는 소년>은 솔로몬. R. 구겐하임 박물관과 소유권 분쟁이 있었다. 1941년, MoMA는 기존의 전시계 지각을 깨부수는 전시, "미국의 인디언 예술(Indian Art of the United States" (프레더릭 헌팅턴 더글라스와 디'하라코트 안이 큐레이팅을 맡았다.)를 개최했는데, 이는 미국 원주민 예술이 대중에게 보여지는 방식, 미술관이 전시되는 방식을 바꾸는 계기가 되었다.
1939년, 애비 록펠러의 아들인 넬슨 록펠러은 30세에 이사회 회장으로 선출되었다. 이 때, 그는 대담한 리더로 MoMA의 홍보, 작품 매입, 그리고 53가로의 본사 확장이전의 주요 책임자이자 자금 공급원이 되었다. 1948년, 그의 형제 데이비드 록펠러도 1948년 미술관 이사회에 합류했고, 넬슨이 1958년 뉴욕 주지사로 선출되었을 때, 이사회 회장직은 위임받았다.
1958년 화재
1958년 4월 15일, 2층에서 발생한 화재가 발생했다. 화재는 에어컨 설치 작업자들이 인화물질 근처에서 피운 담배로 인해 시작되었다. 순식간에 커진 불길로 상층에 사람들이 고립되었고, 소방서가 1시간 이내로 불길을 진압했으나, 작업자 한 명이 사망했고, 진화작업에 참여한 소방관들이 연기 흡입으로 인해 치료를 받았다. 화재로 인해 관람객과 직원들은 옥상으로 대피한 후 인근 주택 지붕 위로 뛰어내려 피신했다.
2,000여점의 작품 대부분은 훼손되지 않고 무사히 옮겨졌으나, 대형 그림들은 빠져나오지 못했고, 18피트(5.5m)길이의 모네의 수련 일부 패널이 소실되고, 잭슨 폴록의 <No.1>(1948)가 훼손되었다. 3층과 4층의 미술품은 54번가에 위치한 휘트니 미술관으로 옮겨졌다. 옮겨진 그림 중에는 시카고 아트 인스티튜트에서 대여한 <그랑드자트섬의 일요일 오후>가 포함되어 있었다.

#### 1960~1982년
1969년, MoMA는 대표적인 반전 포스터인 '앤 바디스(And babies)'에 대한 자금 지원을 철회하기로 한 결정으로 인해 논란의 중심이 되었다.
1969년, 베트남 전쟁을 반대했던 뉴욕시 예술가들의 모임인 '예술 노동자 연합' 은 MoMA의 히원인 아서드렉슬러와 앨리자베스 쇼와 협력하여 And babies 라는 상징적인 시위 포스터를 제작했다. 이 포스터는 사진저널리스트 로날드 L. 헤벌레의 이미지를 사용하고 있으며, 마이 라이 대학살을 나타내고 있다. MoMA는 포스터의 배포와 자금에 대한 약속을 맺었으나, 2 x 3피트 크기의 포스터를 확인한 마지막에야 자금을 조달했다. 모마 이사회에는 넬슨 록펠러와 윌리엄 S. 페일리(CBS 대표)가 포함됐는데, 이들은 이 포스터의 교정쇄를 보고 "천장에 닿았다"고 말했다. 이 포스터는 이후 1970년 7월 2일부터 9월 20일까지 키나스톤 맥쉰이 제작한 MoMA 정보 전시회에 포함되었다.
또 다른 논란은 1964년 파블로 피카소의 그림 <말 타는 소년> (1905년–06년)이 윌리엄 S. 페일리에 의해 MoMA에 기증된 것이다. 1930년대 독일 유대인 소유주들은 강제적으로 작품을 팔 수 밖에 없었으며, 이는 충분한 논쟁의 여지를 갖고 있었다. 구겐하임 미술관은 피카소의 다른 작품 <물랭 드 라갈레트>(1900)를 반환을 위해 소장하고 있었는데, 원 소유주의 자손은 MoMA와 구겐하임 미술관에 고소장을 접수했다. 두 미술관 모두 사건이 재판에 회부되기 전, 후손들과 비밀리에 합의 후 각각의 그림을 보존하게 되었다. 두 미술관 모두 처음부터 이 그림에 대한 적합한 소유주이며, 후손의 주장은 법률에 어긋난다고 주장했다. 두 미술관은 공동성명에서 "우리는 장기간 소송에 대한 막대한 비용소요를 피하고, 큰 가치를 갖는 피카소의 작품을 관람을 공공에게 보장하도록 합의했다."고 밝혔다.

#### 21세기
개축과 관련하여 2년 동안 문을 닫고 퀸즈 롱아일랜드 시티에 있는 MoMA QNS라는 임시 시설로 이전했다. 2004년 재개괸시, 일부 비평가들은 다니구치의 디자인이 현대 건축의 좋은 예라고 평가했지만, 다른 많은 비평가들은 동선을 포함한 디자인 측면에 대해 혹평을 가했다.

## MoMA PS1
1971년 알라나 하이스가 설립한 P.S.1 가 전신이며, 미국 최초의 현대미술 비영리 예술센터이다. 뉴욕 퀸즈에 위치하고 있으며 실험적인 현대미술을 주로 전시한다.2000년부터 MoMA로 편입되었고, 편입 후에도 MoMA PS1은 전시, 예술가의 참여에 대한 독특한 접근방식을 유지하고자 하며, 일반 대중을 위한 활동적인 이벤트를 기획하기도 한다. P.S는 공립학교(Publish School)의 약자이다.

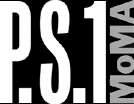

## 전시하우스
MoMA는 여러 임시 전시장을 후원 및 주최했고, 이는 건축사에 있어 중요한 아이디어가 되었다.

### 1955:일본전시하우스
<Japanese Exhibition House>, 1954.05.16-1955.10.15
4개월 동안 대중에게 개방된 후, 일본 전시관은 1954년 10월 21일 겨울 동안 문을 닫았다. 1955년 4월 26일 재개장했고, 10월 15일까지 6개월 동안 더 진행되었다. 이후 필라델피아에 재설치되었다(1957-1958). Shofuso Japanese House and Garden으로 유명하다.

### 2008:Cellophane House(조립식 하우스)
<Home Delivery: Fabricating the Modern Dwelling>, 2008.7.20-2008.10.20

#### 공동참여자
- Kieran Timberlake Architects
- Lawrence Sass
- Jeremy Edmiston and Douglas Gauthier
- Leo Kaufmann Architects
- Richard Horden

## 인용
1. ↑  “Museum of Modern Art – New York Art World _Archived”. 2009년 2월 23일. 2009년 2월 23일에 원본 문서에서 보존된 문서.
2. ↑  MoMA (2021.01.04). “The MoMA Library”.
3. ↑  “MoMA through Time” (영어). 2021년 1월 18일에 확인함.
4. ↑  Troost, Kathy Goetz; Booth, Derek B. (2008). 《Geology of Seattle and the Seattle area, Washington》. Geological Society of America. ISBN 978-0-8137-4120-8.
5. ↑  “New York Times Survey, December 1985”. 1987년 10월 12일. 2021년 1월 13일에 확인함.
6. ↑  Harr, John Ensor, 1926- (1988). 《The Rockefeller century》. New York: Scribner. ISBN 0-684-18936-4.
7. ↑  Kert, Bernice. (2003). 《Abby Aldrich Rockefeller : the woman in the family》 Raom House Trade Paperback판. New York: Random House Trade Paperback. ISBN 0-8129-7044-6.
8. ↑  “New York Times Economic Security Poll, December 1996”. 2007년 6월 4일. 2021년 1월 13일에 확인함.
9. ↑  “MoMA through Time” (영어). 2021년 1월 13일에 확인함.
10. ↑  “MoMA On Fire – greg.org” (미국 영어). 2021년 1월 13일에 확인함.
11. ↑  《War and American popular culture : a historical encyclopedia》. Westport, Conn.: Greenwood Press. 1999. ISBN 978-0-313-37084-7.
12. ↑  “Guggenheim Settles Litigation and Shares Key Findings”. 2021년 1월 13일에 확인함.
13. ↑  “MoMA PS1 | MoMA” (영어). 2021년 1월 18일에 확인함.

## 같이 보기
- 가장 큰 미술관 목록